# Johann Adam Hiller
Johann Adam Hiller (Wendisch-Ossig, 1728. december 25. – Lipcse, 1804. június 16.) német zeneszerző, karmester, zenetanár és író. A singspiel műfajának egyik megalkotója.

## Élete
1728-ban született Wendisch-Ossigban. Zenei alapismereteit még általános iskolában volt alkalma elsajátítani szülővárosában. 1740 és 1745 között Görlitz városának gimnáziumában tanult, majd 1746-ban a híres drezdai Kreuzschule falai között folytatta tanulmányait. Itt Gottfried August Homilius tanította zongorázni és megismertette vele a basso continuót is. 1751-ben Lipcsében telepedett le, ahol beiratkozott az egyetem jogi karára. Közben természetesen magával ragadta a város élénk zenei élete is. Ekkor kezdett el rendszeresen komponálni :szimfóniák, kantáták, áriák kerültek ki keze alól és ekkor írta első singspieljét is, Das Orackle címmel. 1754-ben Brühl gróf szolgálatába lépett Drezdában. Hat évig állt a gróf szolgálatába, amikor is egészségügyi problémái állása feladására kényszerítették. Súlyos depresszió uralkodott rajta el.
Visszatért Lipcsébe, ahol a Grosse Concert igazgatója lett. Ezt az állást 1771-ig töltötte meg. Négy évvel később, Hiller saját zenei intézményt alapított, Musikübende Gesellschaft néven. Emellett egy iskola alapítása is a nevéhez fűződik, ahol fiatal zenészeket oktattak énekelésre és hangszeres zenére. Az iskola falai közül két nemes tanítvány került ki: Corona Schröter és Gertrud Elisabeth Mara. Mindketten énekesként tettek szert nagy hírnévre. 1778-ban Hillert kinevezték a Paulinerkirche zeneigazgatójává. A templom a lipcsei egyetemhez tartozott.
1780-as években további fontos funkciók betöltését nyerte el. 1781-ben a Gewandhaus concerts nevű zenekar vezetője lett. Közben Courlande hercegének udvarába (Mitau kastélyába) is többször ellátogat, aminek az lesz az eredménye, hogy négy évvel később kinevezik Kappellmeisternek ugyanott. Mindeközben újabb és újabb feladatokat kellett ellátnia a Gewandhaus és a Paulinerkirche zenei vezetőjeként. 1784-ben ő lett az újonnan felavatott Neukirche, az egyetem új templomának a zeneigazgatója is. Közben Mitauban is több új funkció betöltésére hatalmazták fel, aminek az lett a következménye, hogy 1785-ben minden posztjáról lemondod Lipcse városában és székhelyét végleg Coudlande hercegének udvarába tette át.
De az instabil, kedvezőtlenül alakult politikai helyzet végül az itt betöltött funkcióiról is lemondásra bírta. Ekkor minden állandó jövedelmétől elesett, ezért ismét zenekar alapításába kezdett, majd 1789-ben meghívták Breslau városába és felkínáltak neki egy zeneigazgató állást. Két évet töltött a városban, majd visszautazott Lipcsébe, ahol a Szent Tamás templom énekese lett 1800-ig. Ekkor azonban magas kora miatt végleg a visszavonulás mellett döntött. Négy évvel később halt meg Lipcse városában.

## Munkássága
Hiller mindenekelőtt, mind a német daljáték első nagy mestere írta be a nevét a zenetörténetbe. A singspielben prózai dialógusok váltakoznak zenés számokkal. Hiller esetében megfigyelhető a francia a opéra comique hatása, számos általa megzenésített librettó francia eredetű volt. A darabokban először csak strófikus dalok szerepelnek egyszerű dallamokkal és harmóniával. Később megjelenik az ária és az arietta forma is. A különböző zenei formákkal a szereplők társadalmi hovatartozását különböztette meg. Együtteseket, duetteket és tercetteket ritkán alkalmazott, mint a drámai ábrázolás eszközeit használta őket.
Jelentős pedagógiai munkássága is. Ennek eredményeképpen születtek meg gyermekek számára írt dalai. Ezek részesei a korszak azon törekvéseinek, amelyek a gyermekek számára előadható repertoárt akartak kialakítani. A dalok felépítése szándékosan egyszerű és könnyen előadhatóak. A szövegek is tanító, moralizáló jellegűek.
Hiller ezenkívül jelentősen hozzájárult a „Wöchentliche Nachrichten című” zenei újság megalapításához és fenntartásához. A lapban beszámoltak a legújabb zenei bemutatókról és zeneművekről, és más egyéb, zenével kapcsolatos cikkek is megjelent benne. Ezekben a cikkekben beszámoltak a legújabb zenei irányzatokról és újításokról is, többek között Johann Adolph Hasse vagy Christoph Willibald Gluck működéséről, de több tanulmány jelent meg Johann Sebastian Bachról is az újság hasábjain. Hiller ezenkívül jelentős zene esztétikai írásokat is hátra hagyott : Abhandlung über die Nachahmung der Natur in der Musik (1754), Über die Musik und deren Wirkungen (1781) stb.

## Operái
- Die Verwandelten Weiber 1766
- Der Lustige Schuster 1766
- Lisuart und Dariolette 1766
- Lottchen am Hofe 1767
- Die Liebe auf dem Lande 1768
- Die Jagd 1770
- Der Dorfbalbier 1771
- Die Muse 1771
- Der Aerndtekranz 1772
- Der Krieg 1772
- Der Jubelhochzeit 1773
- Die Kleine Ährenleserinn 1778 (operett gyermekeknek)
- Das Grab des Mufti 1779
- Poltis 1782 (operett)

## Fordítás
- Ez a szócikk részben vagy egészben  a   Johann Adam Hiller című francia Wikipédia-szócikk fordításán alapul.  Az eredeti cikk szerkesztőit annak laptörténete sorolja fel. Ez a jelzés csupán a megfogalmazás eredetét és a szerzői jogokat jelzi, nem szolgál a cikkben szereplő információk forrásmegjelöléseként.